# Vendhuile

Vendhuile este o comună în departamentul Ain, Franța. În 1 ianuarie 2022 avea o populație de 574 de locuitori.